# 埃图阿尔
埃图阿尔（法語：Étouars）是法国多尔多涅省的一个市镇，位于该省北部，属于农特龙区。该市镇总面积7.83平方公里，2009年时的人口为144人。

## 交通
多尔多涅省省道D3线、D92线和D93线在境内交汇。

## 人口
埃图阿尔人口变化图示